# Кастино (деревня)
Ка́стино (фин. Kastina) — деревня в Гатчинском муниципальном округе Ленинградской области.

## История
На карте Санкт-Петербургской губернии 1792 года А. М. Вильбрехта обозначена как деревня Костина.
Деревня являлась вотчиной великого князя Михаила Павловича, из которой в 1806—1807 годах были выставлены ратники Императорского батальона милиции.
На «Топографической карте окрестностей Санкт-Петербурга» Ф. Ф. Шуберта 1831 года под общим названием Кастино обозначены три смежные деревни: Пелле из 8, Коугия из 10 и Путкалево из 8 дворов, а чуть восточнее их нанесены три смежные деревни под общим названием Кемполова, в общей сложности из 16 дворов.

КЕМПЕЛЕВО — деревня вотчины его императорского высочества  великого князя Михаила Павловича, число жителей по ревизии: 25 м. п., 30 ж. п.

ПИТКЕЛЕВО — деревня вотчины его императорского высочества великого князя Михаила Павловича, число жителей по ревизии: 24 м. п., 34 ж. п.
(1838 год)

На картах Ф. Ф. Шуберта 1844 года и С. С. Куторги 1852 года обозначена как деревня Кастино, состоящая из 22 дворов.
В пояснительном тексте к этнографической карте Санкт-Петербургской губернии П. И. Кёппена 1849 года она записана как деревня Kastina (Кастина). Там же указано количество населявших её ингерманландских финнов по состоянию на 1848 год: эвремейсы — 47 м. п., 53 ж. п.; савакоты — 40 м. п., 48 ж. п.; всего 188 человек.

КАСТИНО — деревня её высочества государыни великой княгини Елены Павловны, по почтовому тракту, число дворов — 15, число душ — 51 м. п.

КЕМПЕЛЕВА — деревня её высочества государыни великой княгини Елены Павловны, по почтовому тракту, число дворов — 6, число душ — 25 м. п.

ПЮТКАЛЕВА — деревня её высочества государыни великой княгини Елены Павловны, по почтовому тракту, число дворов — 10, число душ — 38 м. п. (1856 год)

Согласно «Топографической карте частей Санкт-Петербургской и Выборгской губерний» в 1860 году большая деревня Кастино состояла из деревень: Агокас — 7 дворов, Савонкуля — 10, Коугекюля — 8, Питкелева — 16 и Кемпелево — 12 крестьянских дворов.

КАСТИНО (КОГРИОНКЮЛЯ, СОВЕНКЮЛЯ, АГОКАС) — деревня Ораниенбаумского дворцового правления при колодце, число дворов — 16, число жителей: 57 м. п., 61 ж. п.;

КЕМПЕЛЕВА ПИТКАЛЯ (КЕМПЕЛЕВО, ПИТКОЛЕВО) — деревня Ораниенбаумского дворцового правления при пруде и буграх, число дворов — 13, число жителей: 30 м. п., 41 ж. п.;

ПИТКАЛЕВО (ПИТКЕЛЯ) — деревня Ораниенбаумского дворцового правления при колодце, число дворов — 13, число жителей: 30 м. п., 41 ж. п. (1862 год)

В 1876 году в деревне открылась земская школа. 

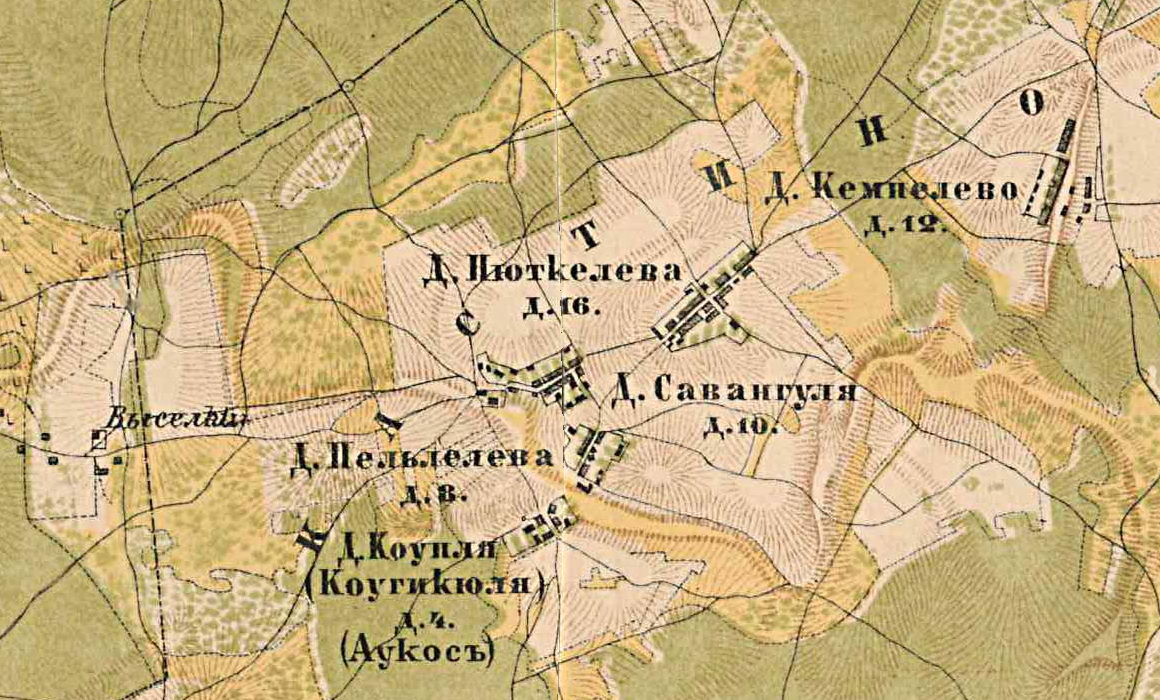
План деревни Кастино. 1885 год

В 1885 году «большое» Кастино состояло из деревень: Кемпелево (12 дворов), Пюткелева (16 дворов), Савангуля (10 дворов), Пельлелева (8 дворов) и Коупля, она же Коугикюля или Аукос (4 двора).
В конце XIX — начале XX века деревня административно относилась к Староскворицкой волости 3-го стана Царскосельского уезда Санкт-Петербургской губернии.
В 1910—1911 годах учителем в школе деревни Кастино работал А. Коухиа.
К 1913 году от деревни Кастино (30 дворов) отделились Питкелево (16 дворов) и Кемпелево (11 дворов).
Согласно данным переписи населения СССР 1926 года в деревне Кастино Ондровского сельсовета Венгисаровской волости Троцкого уезда проживали 68 человек, все финны.

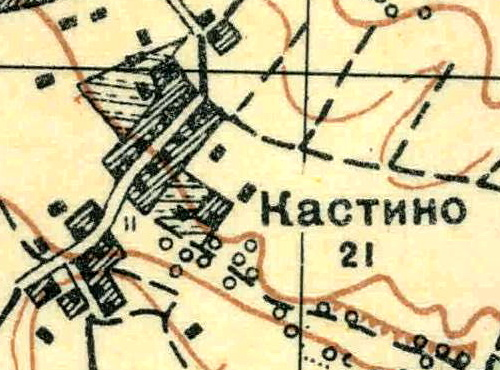
План деревни Кастино. 1931 год

Согласно топографической карте 1931 года деревня насчитывала 21 двор.
По данным 1933 года деревня Кастино входила в состав Вохоновского сельсовета Красногвардейского района, к тому же сельсовету относились деревни Питкелево, Кемпелево и Савонкюля<.
Деревня была освобождена от немецко-фашистских оккупантов 22 января 1944 года.
По данным 1966 и 1973 годов деревня Кастино находилась в составе Большеондровского сельсовета.
По данным 1990 года деревня Кастино входила в состав Сяськелевского сельсовета Гатчинского района.

## География
Деревня расположена в северо-западной части района на автодороге 41К-220 (Кезелево — Большое Ондрово).
Расстояние до административного центра, деревни Сяськелево — 13 км.
Расстояние до ближайшей железнодорожной станции Войсковицы — 4 км.

## Демография
| 1838 | 1848 | 1862 | 1997 | 2006 | 2007 | 2010 |
| ---- | ---- | ---- | ---- | ---- | ---- | ---- |
| 113  | ↗188 | ↘118 | ↘6   | ↘4   | ↗5   | ↗12  |
| 2012 | 2013 | 2017 |      |      |      |      |
| ↘9   | ↘8   | ↗9   |      |      |      |      |

В 1997 году в деревне проживали 6 человек.
По состоянию на 1 января 2007 года в деревне числилось 2 домохозяйства, в которых проживали 5 человек, в 2010 году — 12 человек .

### Национальный состав
В 2002 году в деревне проживали 5 человек (русские — 80%).
Согласно данным Всероссийской переписи населения 2021 года в деревне проживал 41 человек, из них:
 русские — 38, финны — 1, другие национальности — 2 человека.